# Саженка (приток Ужа)
Саженка или Сажалка — правый приток реки Уж, протекающий по Коростенскому району (Житомирская область).

## География
Длина — 14 км. Площадь бассейна — 67,1 км².
Берёт начало в лесу юго-западнее села Вишнёвое. Река течёт на северо-восток. Впадает в реку Уж (на 188-м км от её устья) в селе Ушомир. 
Пойма занята лесами, частично болотами и лугами. В среднем течении реки протекает по территории общезоологического заказника Щабель с общей площадью 72 га.
Населённые пункты на реке (от истока к устью):
Коростенский район — Коростенская городская община
1. Вишнёвое
2. Мошковка
3. Красногорка
4. Ушомир